# A Thousand and One
A Thousand and One è un film drammatico del 2023 scritto e diretto da A.V. Rockwell, al suo debutto alla regia.

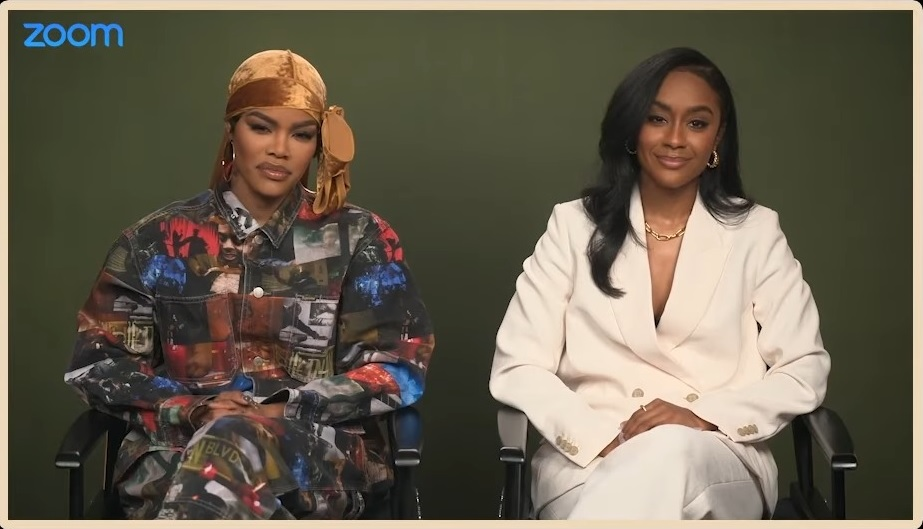
La protagonista Teyana Taylor e la regista A.V. Rockwell durante un'intervista sul film

## Trama
Nel 1994, la parrucchiera Inez de la Paz, condannata per furto, viene rilasciata dal carcere e torna nel quartiere di Brooklyn, in una casa di accoglienza, dove rivede il suo figlioletto Terry, adottato da una casa famiglia. Scossa dal rancore del figlio per averlo ripetutamente abbandonato, Inez chiede a Terry se vuole che tornino a vivere insieme: quando lui acconsente, Inez lo rapisce dall'ospedale, scappando nel suo quartiere d'infanzia, Harlem.
Inez e Terry alloggiano in diverse case finché lei non riesce a mettere da parte abbastanza soldi per permettersi un appartamento. Nel corso del film si viene a sapere che Inez è rimasta orfana di entrambi i genitori durante l'"epidemia di crack" degli anni '80. Inez crea un falso certificato di nascita per Terry in modo da poterlo iscrivere a scuola, e ritrova il suo vecchio fidanzato e compagno di furti, Lucky: presto lui e Inez si sposano.
Gli anni passano, e nel 2001, il matrimonio di Inez con Lucky è diventato teso per via della continua infedeltà di lui. Intanto Terry eccelle nei suoi studi e riceve persino una borsa di studio per una prestigiosa scuola STEM. Tuttavia Terry non vorrebbe andarci, perché, inseguendo il suo amore per la musica, sogna di diventare un compositore, ma sostiene comunque l'esame di ammissione per soddisfare il desiderio di sua madre.
Nel 2005, Lucky, malato di cancro, in ospedale peggiora sempre di più, mentre Terry si prepara per andare al college, e il padrone di casa cerca di cacciare lui e Inez dall'appartamento. Quando la preside dell'università chiede il certificato di nascita di Terry, quest'ultimo le dà quello falso creato da Inez anni prima: quando gli viene detto che il suo certificato non è valido, Terry rivela che tale documento è in realtà falso, cosa che spinge la rettrice a chiamare i servizi sociali. Terry avverte Inez, che scappa prima che i servizi sociali arrivino e rivelino a Terry che la donna in realtà non è affatto la sua madre biologica, mettendolo in un'altra casa.
Terry fugge da quella casa e ritrova Inez, che gli confessa di non essere la donna che ha abbandonato Terry da piccolo all'angolo della strada, ma la donna che lo ha trovato e lo ha adottato trattandolo come suo figlio da allora. Terry afferma che le vorrà sempre e comunque bene come una madre, e poi i due si separano di nuovo. Prima di salire su un taxi verso un futuro incerto, Inez promette a Terry che "questo non è un addio" e parte.

## Produzione

### Cast
Nel dicembre 2020 è stato annunciato che A.V. Rockwell avrebbe scritto e diretto un film prodotto da Lena Waithe e nel luglio successivo Teyana Taylor si è unita al cast nel ruolo della protagonista.

### Riprese
Le riprese del film si sono svolte dal al , interamente a New York, e precisamente tra Brooklyn, Harlem e Manhattan.

## Promozione
Il primo trailer del film è stato pubblicato il 23 febbraio 2023.

## Distribuzione
Il film è stato presentato in anteprima mondiale il 22 gennaio 2023 in occasione del Sundance Film Festival, dove è stato premiato con il Gran premio della giuria. Successivamente, il film è stato distribuito nelle sale cinematografiche statunitensi il 31 marzo 2023 e in quelle italiane il 29 giugno dello stesso anno.

## Accoglienza

### Incassi
In Italia al botteghino A Thousand and One ha incassato 33,4 mila euro nel suo primo weekend di distribuzione, e € 56,6 mila nelle prime 12 settimane di proiezione. In totale nel mondo il film ha incassato $ 3,4 milioni.

### Critica
Il film è stato accolto molto positivamente dalla critica cinematografica.
Sul sito web Rotten Tomatoes il film riceve l'eccezionale risultato del 97% delle recensioni professionali positive, con un voto medio di 8.1/10, basato su 129 recensioni. Anche su Metacritic il film ottiene un punteggio medio di 81/100, basato su 30 critiche.

## Riconoscimenti
- 2023 – Sundance Film Festival
  - Gran premio della giuria: U.S. Dramatic[10]
- 2023 – Gotham Independent Film Awards
  - Miglior regista esordiente a A. V. Rockwell
  - Candidatura per il miglior film
  - Candidatura per la miglior interpretazione protagonista a Teyana Taylor
- 2023 – Independent Spirit Awards[11]
  - Candidatura per il miglior film d'esordio
  - Candidatura per la miglior interpretazione protagonista a Teyana Taylor
- 2023 – National Board of Review Awards[12]
  - Migliori dieci film indipendenti dell'anno[13]
  - Miglior performance rivelazione a Teyana Taylor